# Sunset on the Golden Age
Sunset on the Golden Age è il quarto album del gruppo folk/power metal Alestorm pubblicato il 1º agosto 2014 sotto l'etichetta Napalm Records.

## Tracce
1. Walk the Plank – 4:07
2. Drink – 3:23
3. Magnetic North – 3:47
4. 1741 (The Battle of Cartagena) – 7:18
5. Mead from Hell – 3:41
6. Surf Squid Warfare – 3:59
7. Quest for Ships – 4:34
8. Wooden Leg! – 2:45
9. Hangover (Cover di Taio Cruz) – 3:41
10. Sunset on the Golden Age – 11:26
11. Oceans of Treasure (Bonus track nipponica) – 4:57
12. Rumpelkombo (Part III) (Bonus track nipponica) – 0:06

## Formazione
- Christopher Bowes - cantante
- Peter Alcorn - batterista
- Gareth Murdock - bassista
- Dani Evans - chitarrista
- Elliot Vernon - tastierista e voce addizionale

Membri aggiuntivi
- Hildegard Niebuhr - violinista
- Tobias Hain - trombettiere
- Jonas Dieckmann - trombettiere